# سیاهرگ مهره‌ای
سیاهرگ مُهره‌ای (انگلیسی: Vertebral vein) همراه با سرخرگ مهره‌ای از سوراخ‌های زواید عرضی ۶ مهره بالائی گردن می‌گذرد؛ از شبکه سیاهرگی زیر پس‌سری می‌آید؛ به سیاهرگ بازویی‌سری (براکیوسفالیک) می‌ریزد.

## نگارخانه

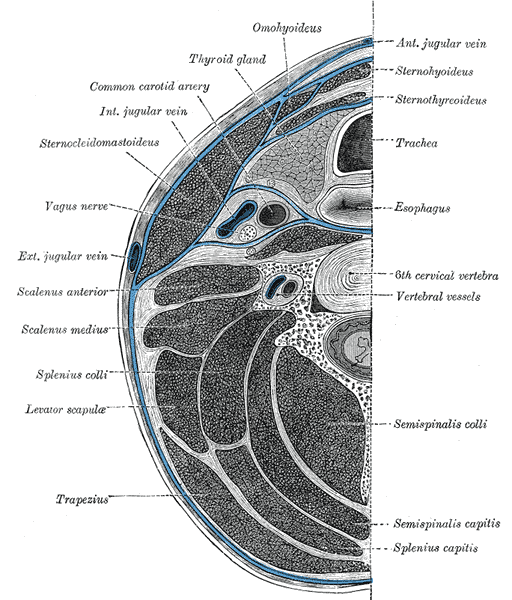